# Данлап (Индијана)
Данлап (енгл. Dunlap) насељено је место без административног статуса у америчкој савезној држави Индијана.

## Демографија
По попису из 2010. године број становника је 6.235, што је 348 (5,9%) становника више него 2000. године.
| Група             | 2000.         | 2010.         |
| Белци             | 5.318 (90,3%) | 5.133 (82,3%) |
| Афроамериканци    | 169 (2,9%)    | 251 (4,0%)    |
| Азијати           | 55 (0,9%)     | 79 (1,3%)     |
| Хиспаноамериканци | 274 (4,7%)    | 659 (10,6%)   |
| Укупно            | 5.887         | 6.235         |